# Den farliga resan
Den farliga resan är en bilderbok på vers av Tove Jansson från 1977. 
Den handlar om en flicka som heter Susanna och som en sommardag hamnar mitt i ett spännande, men farligt äventyr. Många av figurerna i boken är bekanta från Mumindalen, och bokens huvudperson påminner även om Alice i Underlandet.. Boken premierades med Topeliuspriset 1978.